# Tzander
Tzander eller Zander är ett efternamn. Den första med efternamnet i Sverige, var stenhuggare och byggmästare Frantz Tzander vid Vadstena slott. Han hade invandrade från Holland.

## Personer
Efternamn har bland annat burits av:
- Frantz Tzander, byggmästare och stenhuggare vid Vadstena slott.
- Hubert Tzander, murmästare vid Vadstena slott.
- Lorens Tzander, stadskrivare och organist i Vadstena.
- Claes Fransson Tzander, orgelbyggare.
- Clas Tzander, rådman i Vadstena
- Johannes Tzander (1640-1697), kyrkoherde i Höreda församling.
- Henric Tzander, kopparslagare i Vimmerby.
- Henric Tzander, kopparslagare i Linköping.
- Johan David Zander (1752-1796), violinist och tonsättare.
- Gustaf Zander (1835-1920), läkare och ortoped.